# 2014 MT69
2014 MT69 är en transneptunsk asteroid som är belägen i Kuiperbältet. Den upptäcktes den 24 juni 2014 av Rymdteleskopet Hubble och fick de preliminära beteckningarna 2014 MT69 och 0720090F.
Asteroiden är ett av de objekt som pekats ut som intressanta för en fly-by av New Horizons 
2014 MT69:s nästa periheliepassage är beräknad till den 25 maj 2081.